# Ньотун, Ида
Ида Ньотун (норв. Ida Njåtun; род.6 февраля, 1991 года) — норвежская конькобежка; Бронзовый призёр чемпионата мира в классическом многоборье 2015 года. Участница зимних Олимпийских игр 2014 и 2018 годов. Многократная чемпионка Норвегии.

## Биография
Ида Ньотун начала кататься на коньках в возрасте 6-ти лет в Аскере, пойдя по стопам своего отца, который в юности занимался конькобежным спортом. Её брат Ховард Бёкко олимпийский чемпион и чемпион мира по конькобежному спорту. Она представляет клуб "Asker SK".
В 2008 году Ньотун получила травму во время тренировки на роликовых коньках, сначала неудачно упав, а затем её сбили другие роликобежцы. Её лицо было сильно порезано и казалось, что она не сможет больше участвовать в соревнованиях. Из-за этой травмы она не смогла вовремя набрать форму и пропустила олимпиаду 2010 года. В 2009 году она впервые выиграла сразу четыре серебряные медали на чемпионате Норвегии.
С 2008 по 2010 года участвовала на чемпионате мира среди юниоров, а осенью 2010 года стала трёхкратной чемпионкой Норвегии, когда она выиграла забеги на 1000, 1500 и 3000 метров. В ноябре Ида неожиданно для всех заняла 2-е место на дистанции 1500 метров на этапе Кубка мира в Берлине, она также установила три личных рекорда. В 2011 году выиграла чемпионат Норвегии на дистанциях 500, 1000, 1500 и 3000 метров. 
На чемпионате мира на отдельных дистанциях в Инцелле стала 12-й на 1000 м, 6-й на 1500 м, 11-й на 3000 м и 5-й в командной гонке. В 2012 году на чемпионат Европы в спринтерском многоборье заняла 14-е место, на чемпионате мира в классическом многоборье в Москве - 7-е место. В ноябре на чемпионате Норвегии вновь стала чемпионкой в беге на 500 и 1500 метров.
В 2013 году Ида Ньотун вновь участвовала на чемпионат Европы в спринтерском многоборье и заняла 8-е место, следом на чемпионате мира в Хамаре поднялась на 5-е место. На национальном чемпионате на одиночных дистанциях она вновь выиграла четыре золотые медали. В январе 2014 года на чемпионат Европы в Хамаре вновь заняла 14-е место в многоборье.
На зимних Олимпийских играх в Сочи Ньотун заняла 6-е место в забеге на 3000 метров, на дистанции 1000 метров стала 16-й, а на 1500 метров - 11-й. В командной гонке преследования заняла 7-е место. Через месяц на чемпионате мира в Херенвене она упала и была дисквалифицирована, заняв последнее 22 место.
Наконец в 2015 году Ньотун добилась лучшего своего результата, выиграв бронзовую медаль в многоборье на чемпионате мира в Калгари. Следующие 2 сезона она была постоянно в первой десятке на мировых и европейских первенствах, и на второй своей Олимпиаде в Пхёнчхане заняла 12-е место в беге на 3000 метров, 7-е на 1500, 10-е на 1000 и 27-е на 500 метров.
На очередном чемпионате мира в Амстердаме Ида заняла 9-е место в классификации. Она также выиграла чемпионат Нидерландов на дистанциях 1000, 1500 и 3000 метров. А в феврале 2019 года на чемпионате мира в Калгари остановилась на 10-м месте. В 2020 году Ида участвовала на чемпионате мира в спринтерском многоборье в Хамаре и заняла 19-е место.
В свой последний сезон она участвовала и на чемпионате Европы в спринтерском многоборье, где заняла 11-е место и на чемпионате мира на отдельных дистанциях в Херенвене, где заняла 4-е место в командной гонке преследования, 18-е на 1000 и 20-е на 1500 метров.
Она объявила о своем уходе из соревнований по конькобежному спорту в марте 2021 года

## Личная жизнь
Ида Ньотун окончила Университет Ставангера со степенью бакалавра в области социологии, а также училась в Столичном университете Осло. В 2021 году начала работать комментатором "Viaplays NYE skøytek" в ноябре на Кубке мира. Находится в паре с Алланом Даль Йоханссоном, бывшим норвежским конькобежцем. Она увлекается вязанием, музыкой, шопингом, походами, её любимое блюдо - бараньи ребрышки.